# North American X-10

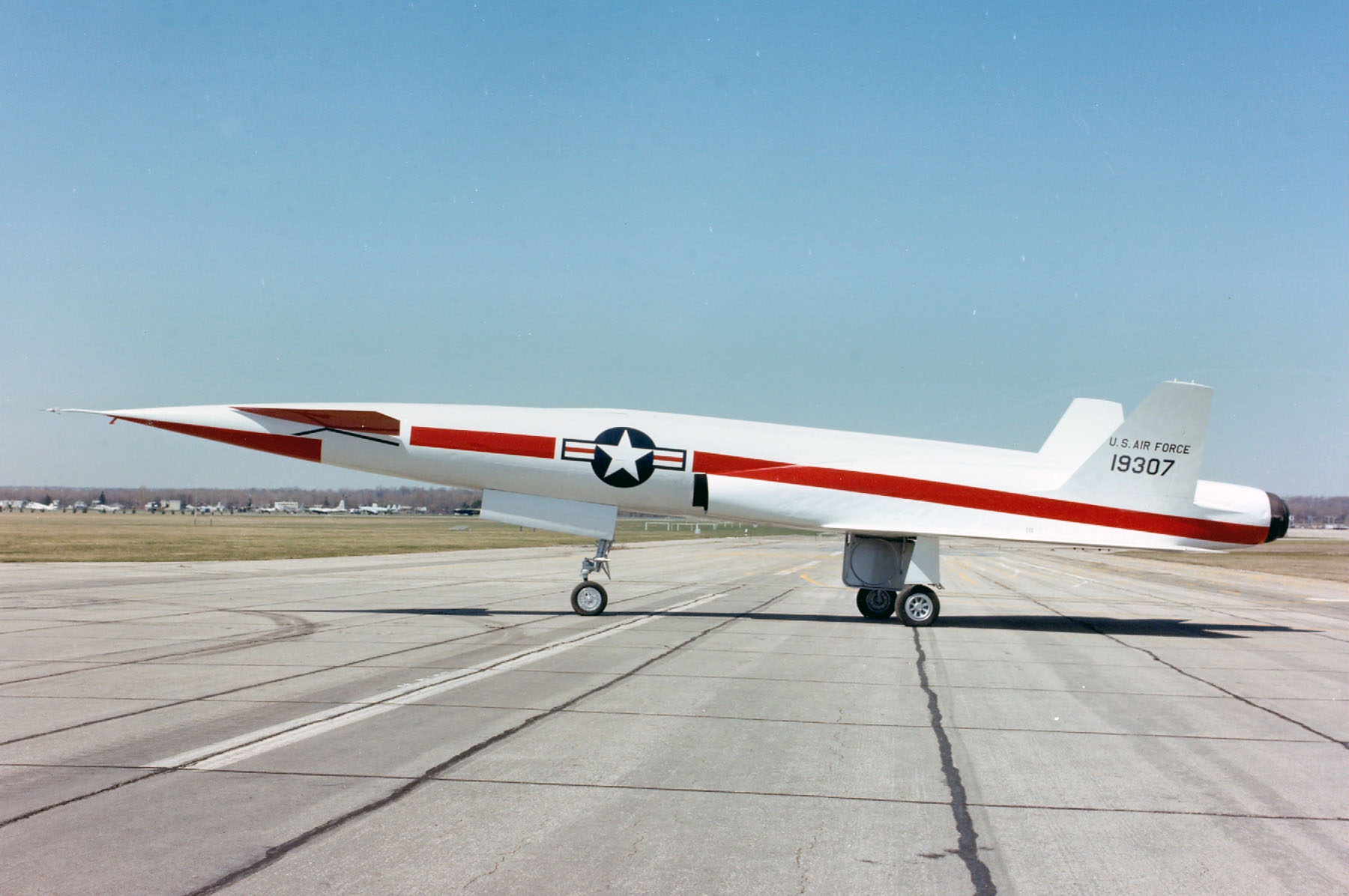
Die North American X-10 auf der Startbahn

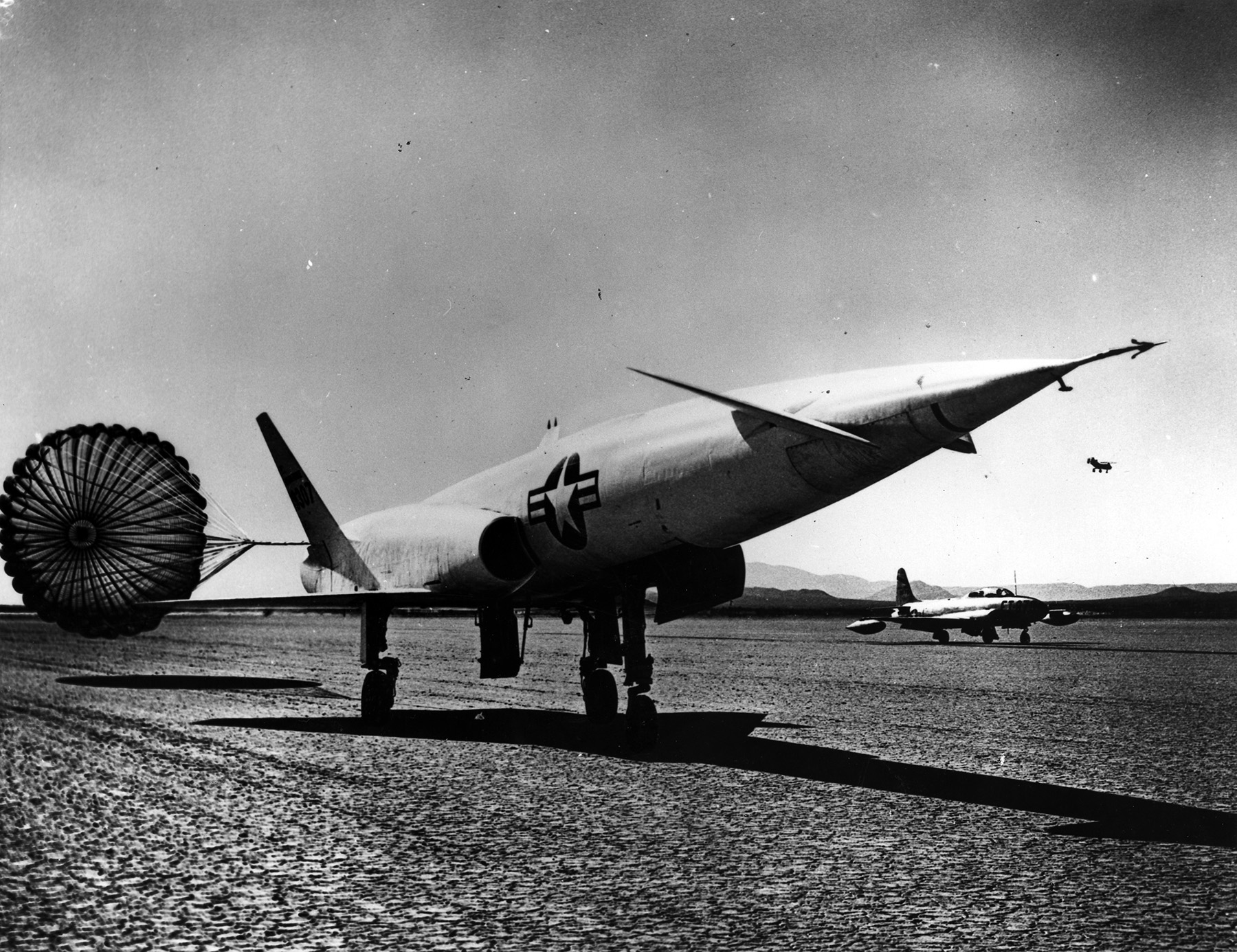
North American X-10

Die North American X-10 war, ähnlich wie die Bell X-9, ein Technologiedemonstrator für die fortgeschrittene Flugkörpertechnik.

## Entwicklung
Die Entwicklung einer Langstrecken-Boden-Boden-Rakete bei North American führte zur RTA-A-5, die später zur X-10 umbenannt wurde und ihren Erstflug am 14. Oktober 1951 hatte. Die Tests mit der X-10 dienten vorrangig der Entwicklung des SM-64-Navaho-Marschflugkörpers.
Die X-10 wurde von zwei Strahltriebwerken angetrieben und konnte wie ein normales Flugzeug starten und landen. Die vollbeweglichen Canards und Deltaflügel wurden später auch bei der SM-64 Navaho eingesetzt. Die X-10 wurde mit einem Funkleitsystem kontrolliert und verfügte über einen Autopiloten, um eine stabile Fluglage zu gewährleisten. Später wurden die X-10 mit einem internen Navigationssystem ausgestattet.
Zur damaligen Zeit war die X-10 das schnellste mit Strahltriebwerken angetriebene Fluggerät und erreichte eine Höchstgeschwindigkeit von Mach 2,05. Das Programm wurde mit großem Erfolg durchgeführt, bis im November 1956 die Tests an der SM-64 Navaho begannen. 1955 wurde das Programm nach Cape Canaveral verlegt, wo die Flugversuche bis 1959 wieder aufgenommen wurden. Von den 13 gebauten X-10 verblieb nur eine, die im National Museum of the United States Air Force in Dayton (Ohio) ausgestellt ist. Die anderen wurden bei Unfällen bei der Landung oder als Zieldrohnen zerstört.

## Allgemeine Daten
| Kenngröße             | Daten                    |
| --------------------- | ------------------------ |
| Besatzung             | –                        |
| Länge                 | 21,64 m                  |
| Spannweite            | 8,59 m                   |
| Höhe                  | 4,4 m                    |
| Startmasse            | 18.100 kg                |
| Höchstgeschwindigkeit | 2.090 km/h               |
| Dienstgipfelhöhe      | 13.720 m                 |
| Reichweite            | 400 km                   |
| Triebwerke            | 2 Westinghouse XJ40-WE-1 |